# Copa de la Reina de Baloncesto 2012
La Copa de la Reina 2012 corresponde a la 50.ª edición de dicho torneo. Se celebró entre el 10 y el 11 de marzo de 2012 en el Pabellón Prince Felipe de Arganda del Rey.

## Equipos clasificados
Antes del inicio de la temporada, las reglas de la Federación Española de Baloncesto establecieron que los tres mejores equipos clasificados después del final de la primera mitad de la liga 2011–12 (13.ª jornada, 7 de enero de 2012) jugarán la competición junto con el anfitrión elegido por la federación, en su caso el Rivas Ecópolis.
| Pos. | Equipo               | PJ | G  | P | PF   | PC  | DP   | Pts | Clasificación    |
| ---- | -------------------- | -- | -- | - | ---- | --- | ---- | --- | ---------------- |
| 1    | Ros Casares Valencia | 13 | 13 | 0 | 1137 | 764 | +373 | 26  | Cabezas de serie |
| 2    | Perfumerías Avenida  | 13 | 12 | 1 | 1053 | 835 | +218 | 25  | Cabezas de serie |
| 3    | Girona FC            | 13 | 9  | 4 | 969  | 869 | +100 | 22  |                  |
| 4    | Rivas Ecópolis (H)   | 13 | 9  | 4 | 877  | 785 | +92  | 22  |                  |

 Fuente: Liga Femenina

## Cuadro
|  | Semifinales          | Semifinales          | Semifinales         |                     |                      | Final                | Final       | Final       |  |
|  | 10 de marzo          | 10 de marzo          | 10 de marzo         |                     |                      | 11 de marzo          | 11 de marzo | 11 de marzo |  |
|  |                      |                      |                     |                     |                      |                      |             |             |  |
|  |                      |                      |                     |                     |                      |                      |             |             |  |
|  | Ros Casares Valencia | Ros Casares Valencia | 61                  |                     |                      |                      |             |             |  |
|  | Ros Casares Valencia | Ros Casares Valencia | 61                  |                     |                      |                      |             |             |  |
|  | Rivas Ecópolis       | Rivas Ecópolis       | 51                  |                     |                      |                      |             |             |  |
|  | Rivas Ecópolis       | Rivas Ecópolis       | 51                  |                     | Ros Casares Valencia | Ros Casares Valencia | 57          |             |  |
|  |                      |                      |                     |                     | Ros Casares Valencia | Ros Casares Valencia | 57          |             |  |
|  |                      |                      | Perfumerías Avenida | Perfumerías Avenida | 68                   |                      |             |             |  |
|  | Perfumerías Avenida  | Perfumerías Avenida  | Perfumerías Avenida | Perfumerías Avenida | 68                   | 71                   |             |             |  |
|  | Perfumerías Avenida  | Perfumerías Avenida  |                     |                     |                      | 71                   |             |             |  |
|  | Girona FC            | Girona FC            | 67                  |                     |                      |                      |             |             |  |
|  | Girona FC            | Girona FC            | 67                  |                     |                      |                      |             |             |  |
|  |                      |                      |                     |                     |                      |                      |             |             |  |

### Semifinales
| 10 de marzo de 2012 | Perfumerías Avenida                           | 71–67                               | Girona FC                                       | Arganda del Rey                                                                                 |  |
| 16:00               | Parciales: 24-25, 20-5, 18-16, 9-21           | Parciales: 24-25, 20-5, 18-16, 9-21 | Parciales: 24-25, 20-5, 18-16, 9-21             |                                                                                                 |  |
|                     | Estadísticas de Souza 19 de Souza 12 Xargay 5 | Reporte Pts Reb Asts                | Estadísticas Thorburn 13 Robinson 11 Thorburn 7 | Pabellón: Pabellón Príncipe Felipe Árbitros: José María Terrenos San Miguel, Susana Gómez López |  |

| 10 de marzo de 2012 | Ros Casares Valencia                     | 61–51                                | Rivas Ecópolis                                 | Arganda del Rey                                                                               |  |
| 12:00               | Parciales: 12-12, 20-8, 18-20, 11-11     | Parciales: 12-12, 20-8, 18-20, 11-11 | Parciales: 12-12, 20-8, 18-20, 11-11           |                                                                                               |  |
|                     | Estadísticas Murphy 17 Lyttle 12 Palau 7 | Reporte Pts Reb Asts                 | Estadísticas Nicholls 13 Cruz, Jones 11 Cruz 4 | Pabellón: Pabellón Príncipe Felipe Árbitros: Ángel de Lucas de Lucas, Sergio Manuel Rodríguez |  |

### Final
| 11 de marzo de 2012 | Ros Casares Valencia                                                                   | 57–68                                | Perfumerías Avenida                                                                  | Arganda del Rey |  |
| 11:00               | Parciales: 15–11, 8–16, 16–23, 18–18                                                   | Parciales: 15–11, 8–16, 16–23, 18–18 | Parciales: 15–11, 8–16, 16–23, 18–18                                                 | |  |
|                     | Estadísticas Maya Moore 24 Ann Wauters 13 Silvia Domínguez, Laia Palau 4 Maya Moore 19 | Reporte Pts Reb Asts Val             | Estadísticas Érika de Souza 17 Érika de Souza 13 Marta Fernández 3 Érika de Souza 22 | Pabellón: Pabellón Prince Felipe Árbitros: Germán Francisco Morales Ruiz, David Planells Caicedo Televisión: Teledeporte |  |

| Ganadoras de la Copa de la Reina 2012 |
| ------------------------------------- |
| Perfumerías Avenida 3º título         |